# Uzhgorod Lumberjacks
Gli Uzhgorod Lumberjacks ((UK)  Ужгородські Лісоруби) sono una squadra di football americano di Užhorod, in Ucraina; fondati nel 1998, hanno vinto 3 campionati ucraini e 3 campionati di secondo livello.

## Dettaglio stagioni

### Tornei nazionali

#### Campionato

##### Campionato ucraino/NFAFU Viša Liga/ULAF Divizion A/ULAF Superleague
| Stagione | regular season | regular season | regular season | regular season | regular season | regular season | playoff | playoff | playoff | playoff | playoff | playoff                             | playoff             |
|          | Vin            | Par            | Per            | Tot            | PF             | PS             | Vin     | Per     | Tot     | PF      | PS      | risultato                           | avversaria          |
| -------- | -------------- | -------------- | -------------- | -------------- | -------------- | -------------- | ------- | ------- | ------- | ------- | ------- | ----------------------------------- | ------------------- |
| 2000     | 2              | 0              | 4              | 6              | 89             | 161            | 0       | 1       | 1       | 7       | 8       | Finalisti Coppa del Presidente UFAF | Vinnytsia Wolves    |
| 2001     | 2              | 0              | 4              | 6              | 79             | 126            | -       | -       | -       | -       | -       | -                                   | -                   |
| 2002     | 1+?            | 0+?            | 1+?            | 4              | 20+?           | 21+?           | 0       | 2       | 2       | 0       | 40      | Quarto posto                        | Kishinev Barbarians |
| 2003     | 1              | 0              | 1              | 2              | 62             | 61             | ?       | ?       | ?       | ?       | ?       | Terzo o quarto posto                | Uzhgorod Warriors   |
| 2015     | 4              | 0              | 2              | 6              | 171            | 163            | 2       | 0       | 2       | 75      | 39      | Campioni                            | Kiev Bandits        |
| 2016     | 5              | 0              | 1              | 6              | 204            | 99             | 1       | 1       | 2       | 70      | 48      | Terzo posto                         | Kiev Bulldogs       |
| 2017     | 4              | 1              | 1              | 6              | 180            | 121            | -       | -       | -       | -       | -       | Campioni                            | -                   |
| 2019     | 1              | 0              | 3              | 4              | 77             | 119            | 2       | 2       | 4       | 93      | 105     | Quarto posto                        | Kiev Stallions      |
| Totale   | 20+?           | 1+?            | 17+?           | 40             | 882+?          | 862+?          | 5+?     | 6+?     | 11+?    | 245+?   | 240+?   |                                     |                     |

Fonti: Enciclopedia del Football - A cura di Roberto Mezzetti

##### ULAF League7 (secondo livello)
| Stagione | regular season | regular season | regular season | regular season | regular season | regular season | playoff | playoff | playoff | playoff | playoff | playoff   | playoff         |
|          | Vin            | Par            | Per            | Tot            | PF             | PS             | Vin     | Per     | Tot     | PF      | PS      | risultato | avversaria      |
| -------- | -------------- | -------------- | -------------- | -------------- | -------------- | -------------- | ------- | ------- | ------- | ------- | ------- | --------- | --------------- |
| 2021     | 4              | 0              | 0              | 4              | 230            | 78             | 2       | 0       | 2       | 118     | 60      | Campioni  | Kiev Capitals 2 |
| Totale   | 4              | 0              | 0              | 4              | 230            | 78             | 2       | 0       | 2       | 118     | 60      |           |                 |

Fonti: Enciclopedia del Football - A cura di Roberto Mezzetti

### Riepilogo fasi finali disputate
| Anno            | Luogo | Evento             | Fase del torneo      | Incontro                                   | Risultato     |
| 14 ottobre 2000 |       | Campionato ucraino | Coppa del Presidente | Uzhgorod Lumberjacks - Vinnytsia Wolves    | 7 - 8         |
| 13 ottobre 2002 |       | Campionato ucraino | Finale 3º - 4º posto | Uzhgorod Lumberjacks - Kishinev Barbarians | 0 - 20 d.g.s. |
| 5 ottobre 2003  |       | Campionato ucraino | Finale 3º - 4º posto | Uzhgorod Lumberjacks - Uzhgorod Warriors   | ? - ?         |
| 17 ottobre 2015 |       | NFAFU Viša Liga    | Finale               | Kiev Bandits - Uzhgorod Lumberjacks        | 21 - 34       |
| 8 ottobre 2016  |       | ULAF Divizion A    | Finale 3º - 4º posto | Uzhgorod Lumberjacks - Kiev Bulldogs       | 42 - 14       |
| 27 luglio 2019  |       | ULAF Superleague   | Finale 3º - 4º posto | Kiev Stallions - Uzhgorod Lumberjacks      | 25 - 7        |
| 29 agosto 2021  |       | ULAF League7       | Finale               | Uzhgorod Lumberjacks - Kiev Capitals 2     | 34 - 8        |

## Palmarès
- 3 Campionati ucraini (2009, 2015, 2017)
- 3 Campionati ucraini di secondo livello (2013, 2014, 2021[1])